# Simon Bridges
Simon Joseph Bridges (Auckland, octubre de 1976) és un polític neozelandès i diputat de la Cambra de Representants de Nova Zelanda, representant la circumscripció electoral de Tauranga des de les eleccions de 2008. És membre del Partit Nacional i formà part del gabinet de John Key.

## Biografia
Bridges va néixer l'octubre de 1976 a Auckland, sent el més petit de sis. El seu pare, un maori de l'iwi Ngāti Maniapoto, fou un ministre baptista; i la seva mare, una neozelandesa europea de Waihi, era una professora de primària. Està relacionat amb Koro Wētere, un diputat (1969-1996) i ministre (1984-1990) del Partit Laborista.
Bridges va créixer a Te Atatu, un suburbi de l'oest d'Auckland, i anà al Col·legi Rutherford (Rutherford College). Allí fou educat pel futur ministre d'educació Laborista Chris Carter, i va esdevenir l'alumne més destacat del col·legi (head boy). Després va anar a la Universitat d'Auckland on es va graduar amb un BA en política social i història i un LLB (dret). A més, va anar a la Universitat d'Oxford i a la London School of Economics.
La carrera legal de Bridges començà en una agència de dret d'Auckland, Kensington Swan. Es mudà a Tauranga el 2001 i allí va esdevenir advocat per una agència de l'estat i després en la cort de districte i cort alta. Temporalment treballà com un intern en la Cambra dels Comuns del Regne Unit. La carrera legal de Bridges acabà el 2008 en ser nominat pel Partit Nacional com a candidat a Tauranga.

### Diputat
En les eleccions de 2008 en retirar-se de la política Bob Clarkson, Bridges fou nominat pel partit com a candidat. Bridges va rebre el 56,81% del vot contra el 25,12% de Winston Peters de Nova Zelanda Primer i el 7,71% d'Anne Pankhurst del Partit Laborista.
En les eleccions de 2011 Bridges hi guanyà de nou, amb un marge electoral més ample que en les prèvies eleccions. Bridges va rebre el 61,40% del vot contra el 13,15% de Deborah Mahuta-Coyle del Partit Laborista i el 12,88% de Brendan Horan de Nova Zelanda Primer.

### Ministre
El 2 d'abril de 2012 el Primer Ministre John Key anuncià un canvi en el seu gabinet. Bridges va esdevenir Ministre dels Afers dels Consumidors.
Un nou canvi en el gabinet de Key va ocórrer el 22 de gener de 2013. Bridges cessà de ser Ministre dels Afers dels Consumidors i va ser nomenat Ministre de Treball i Ministre d'Energia i Recursos; va succeir a Kate Wilkinson i Phil Heatley respectivament.

### Líder del Partit Nacional
Després de no poder formar govern tot i la victòria a les eleccions generals neozelandeses de 2017, el febrer de 2018, Bill English va dimitir com a líder del Partit Nacional de Nova Zelanda obrint el camí a una cursa de lideratge i el 27 de febrer de 2018  Bridges va ser elegit líder del partit, convertint-se també en líder de l'oposició, sent la primera persona amb ascendència maori a exercir com a líder del Partit Nacional. A les portes de les eleccions generals neozelandeses de 2020 Bridges fou descavalcat del liderat del partit per Todd Muller,

## Vida personal
Bridges està casat.